# Religieuse

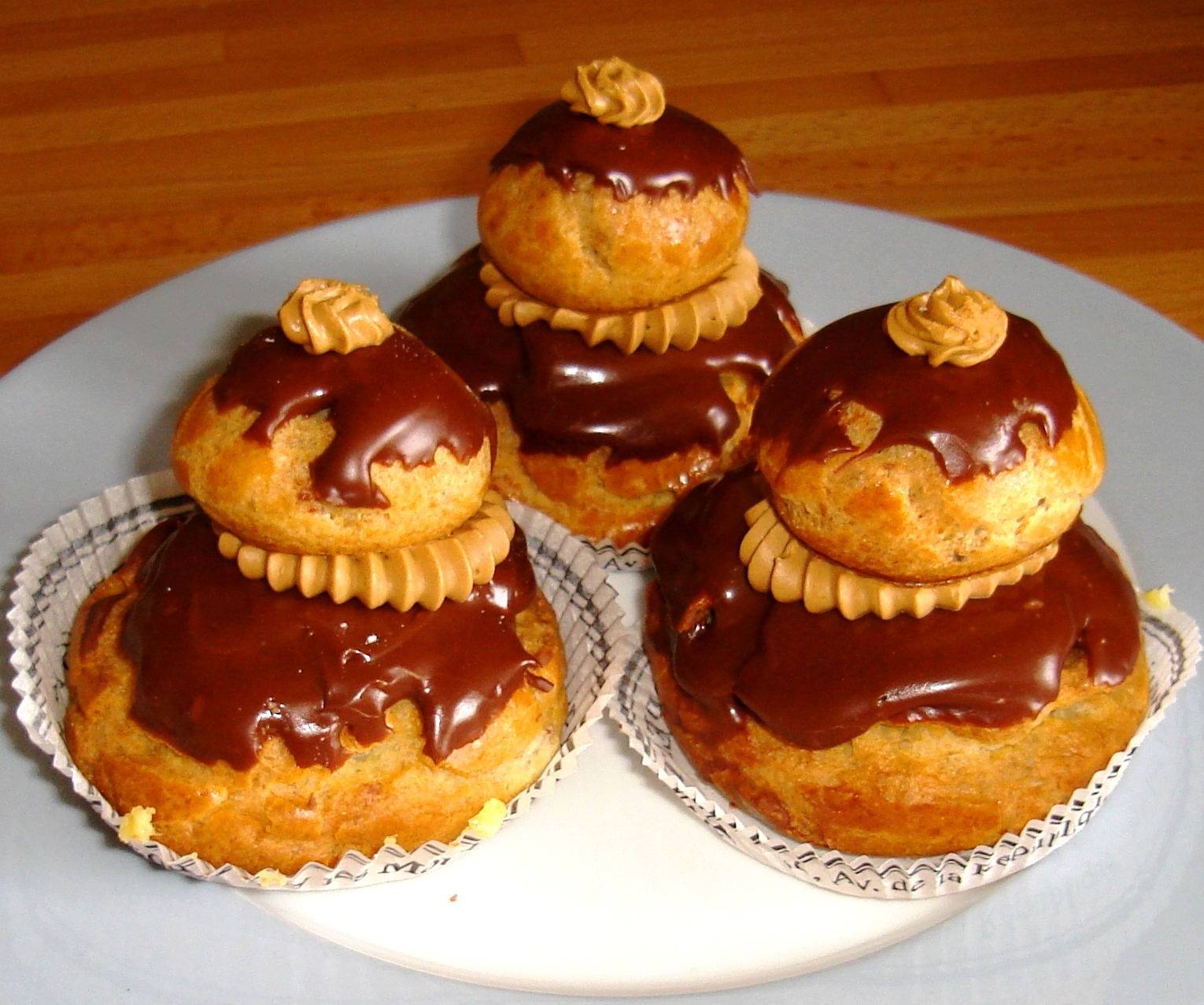
Religieuses de chocolate

La religieuse (ʁə.li.ʒjøzⓘ) es un tipo de pastel proveniente de Francia, hecho a base de pasta choux y crema pastelera, generalmente de chocolate o café. La receta aparece durante el siglo XIX.
La receta es la misma que para el éclair excepto por la presentación. La religieuse se compone de dos buñuelos posados uno sobre otro, de los que el buñuelo superior (que se supone que representa la cabeza) es dos veces más pequeño.
Los buñuelos se recubren de Fondant del mismo sabor que la crema pastelera, y una crema de mantequilla, generalmente de café, permite sostener la cabeza.